# H.E.A.T
H.E.A.T es una banda de hard rock formada en Estocolmo (Suecia), en 2007. Su música está inspirada en el glam metal de los años ochenta, pero con un enfoque moderno. Entre sus principales influencias se encuentran Bon Jovi y Europe.

## Historia
H.E.A.T se formó con miembros de dos bandas anteriores: Trading Fate y Dream. Originarios de Upplands-Väsby (Suecia). Inicialmente se dan a conocer en agosto de 2007, al telonear a los americanos Toto, en un festival que tuvo lugar en Umeå (norte de Suecia).
En abril de 2008 sale a la venta su álbum debut titulado "H.E.A.T". Un año después sale a la luz el sencillo "1000 miles", con el cual participan en Melodifestivalen 2009 y obtienen el cuarto lugar en la final. En febrero de 2010 lanzan un EP titulado "Beg Beg Beg". Poco después acompañan a las bandas suecas Treat y The Poodles en una gira europea comenzada el 23 de abril en Madrid y finalizada el 4 de mayo en Hamburgo. A finales de ese mes lanzan su segundo álbum de estudio, "Freedom Rock". En junio de 2010 anuncian en su página web la partida del vocalista Kenny Leckremo prometiendo que buscarán a un nuevo cantante. El 21 de agosto de 2010 la banda anuncia que Erik Grönwall, ganador en 2009 del reality Swedish Idol, es el nuevo vocalista de la banda.
A comienzos del año 2012 anunciaron la salida del tercer álbum de estudio, "Address The Nation", que vio la luz en marzo de ese mismo año lanzado por la compañía musical Gain/Sony Music. Este álbum está  inspirado en los discos Slippery When Wet y New Jersey de Bon Jovi, así como los temas "Living On The Run" y "Breaking The Silence" son un guiño a los sencillos "Livin' on a Prayer" y "Lay Your Hands On Me" de la banda estadounidense. Previamente se pudo escuchar desde Spotify el primer single del álbum, denominado "Living on the run". Este primer álbum con el nuevo cantante, Erik Grönwall, fue todo un éxito, siendo aclamado por la crítica como uno de los mejores discos de hard rock melódico del panorama musical. El 7 de julio de 2013 el guitarrista David delone, busca emprender nuevas aventuras musicales y decide irse de la banda. La banda tiene previsto entrar en estudio durante el mes de agosto para grabar nuevo álbum de cara a 2014. De momento H.e.a.t seguirá como una banda de cinco miembros y no ficharán a ningún guitarrista nuevo.
El 3 de octubre de 2016 la banda anuncia la salida de la banda del guitarrista Eric Rivers por motivos personales, y confirman que se encuentran trabajando en un nuevo álbum de estudio. Finalmente en la noche del 15 de octubre Erik Grönwall anuncia en la página en Facebook de la banda el regreso del guitarrista Dave Dalone. El 22 de septiembre de 2017 sale a la venta su quinto álbum de estudio, Into the Great Unknown, acompañado del primer sencillo "Eye Of The Storm". En noviembre de ese año giraron por España, actuando en Bilbao, Madrid y Barcelona respectivamente.
El 30 de octubre de 2020 H.E.A.T anuncia la partida de Erik Grönwall como cantante, agradeciéndole su participación y contribución al crecimiento de la banda, y la reincorporación de su vocalista original Kenny Leckremo luego de 10 años.

## Miembros
Miembros actuales

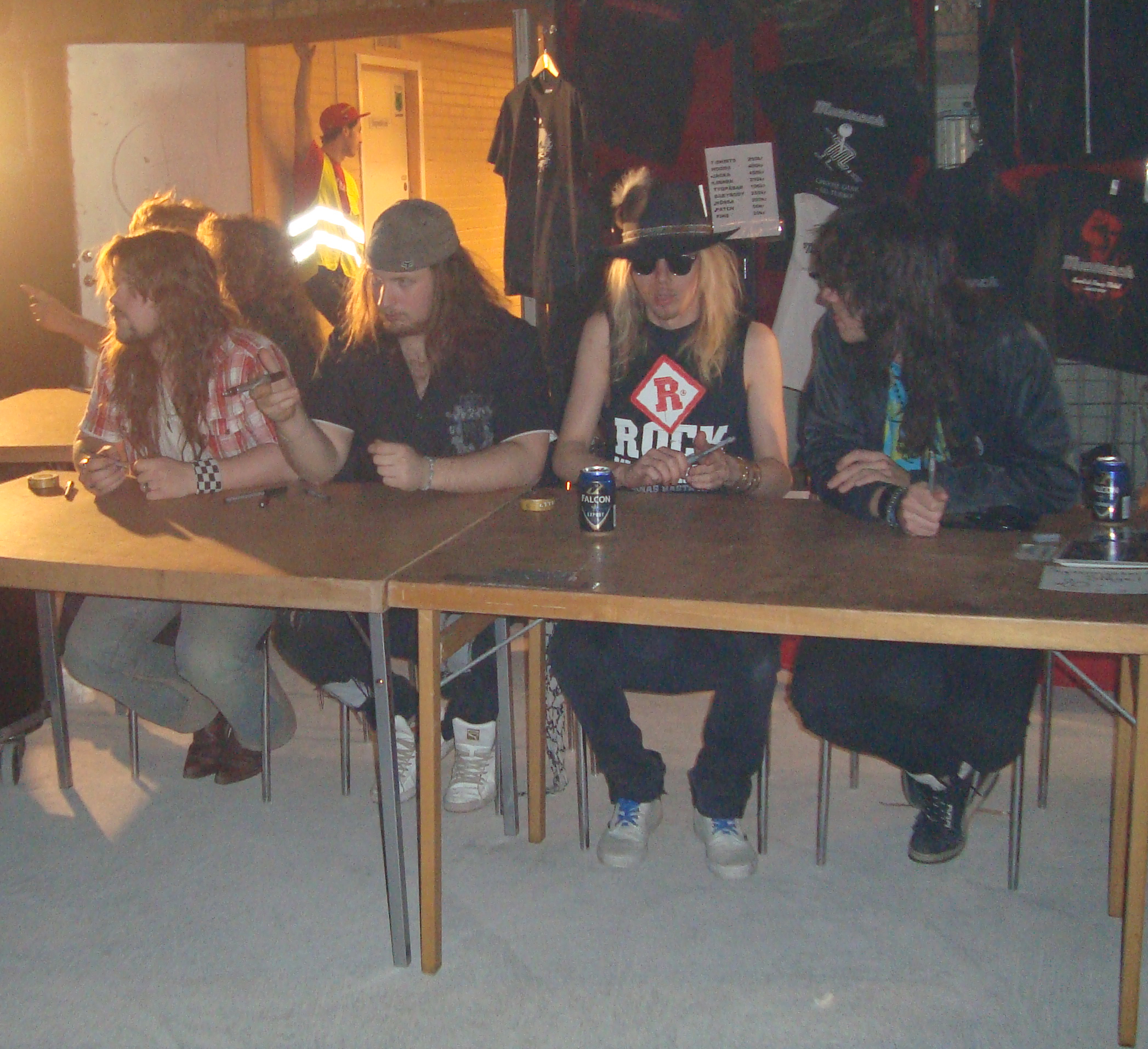
H.E.A.T en Gärdeshov, Sundsvall, 2009, De izquierda a derecha: Kenny, Jona, Dave, Eric.

- Kenny Leckremo - voz (2007-2010, 2020-actualidad)
- Dave Dalone - guitarra (2007-2013, 2016-actualidad)
- Jona Tee - teclados (2007-actualidad)
- Jimmy Jay - bajo (2007-actualidad)
- Crash - batería (2007-actualidad)

Miembros pasados
- Erik Grönwall - voz (2010-2020)
- Eric Rivers - guitarra (2007-2016)

## Discografía

### Álbumes de estudio
- H.e.a.t (2008)
- Freedom Rock (2010)
- Address The Nation (2012)
- Tearing down the walls (2014)
- Into the Great Unknown (2017)
- H.E.A.T. II (2020)
- Force Majeure (2022)
- Extra Force (2023)
- Welcome To The Future (2025)

### EP
- Beg Beg Beg (2009)
- A shot at redemption (2014)

### Álbumes en directo
- Live in London (2015)